# Puchar Polski w piłce nożnej kobiet (2014/2015)
Puchar Polski w piłce nożnej kobiet (2014/2015) – turniej o kobiecy Puchar Polski w piłce nożnej, zorganizowany przez Polski Związek Piłki Nożnej na przełomie 2014 i 2015 roku. Tytuł zdobył Medyk Konin, pokonując w finale Górnik Łęczna 5:0.

## Wyniki

### 1/8 finału
|  | UKS SMS Łódź | 0:3 wo. | TS Mitech Żywiec |  |
|  |              |         |                  |  |

| 8 listopada 2014 11.00 CET | Unifreeze Górzno · Siwicka 13' | 1:31:0 | KKP Bydgoszcz · Machnacka 50' · Raczkowska 56', 58' |  |
|                            |                                |        |                                                     |  |

| 8 listopada 2014 11.00 CET | AZS PWSZ Wałbrzych · Miłek 39', 80' · Botor 83' | 3:41:0 | AZS Wrocław · Cichosz 47', 78' · Grabowska 52' · Jaworek 59' |  |
|                            |                                                 |        |                                                              |  |

| 8 listopada 2014 16.00 CET | Zagłębie Lubin · Fidos 51' · Zdunek 57' · Tarczyńska 70', 76' | 4:00:0 | Olimpia Szczecin |  |
|                            |                                                               |        |                  |  |

| 9 listopada 2014 11.00 CET | AZS UJ Kraków · Maziarz 56' | 1:40:1 | Górnik Łęczna · Górnicka 11' · Jędrzejewicz 70' · Guzariewicz 73' · Kwietniewska 84' |  |
|                            |                             |        |                                                                                      |  |

| 9 listopada 2014 12.00 CET | Sokół Kolbuszowa Dolna | 0:0 (k. 4:2) | AZS PSW Biała Podlaska |  |
|                            |                        |              |                        |  |

| 9 listopada 2014 14.00 CET | Praga Warszawa | 0:2 | GOSiR Piaseczno |  |
|                            |                |     |                 |  |

| 18 listopada 2014 14.00 CET | Medyk II Konin · Sudyk | 1:11 | Medyk Konin · Kamczyk · Gawrońska · Žigić · Pajor · Sikora · Sławczewa · ? |  |
|                             |                        |      |                                                                            |  |

### Ćwierćfinały
| 21 marca 2015 13.00 CET | GOSiR Piaseczno | 0:50:2 | Medyk Konin · Kamczyk 8' · Sikora 13' · Pajor 50', 63' · Sławczewa 84' |  |
|                         |                 |        |                                                                        |  |

| 21 marca 2015 15.00 CET | AZS Wrocław | 1:2 | KKP Bydgoszcz |  |
|                         |             |     |               |  |

| 21 marca 2015 14.00 CET | TS Mitech Żywiec · P. Wiśniewska 19', 65' · Šušková 21' · K. Wiśniewska 72' | 4:12:1 | Zagłębie Lubin · Emilia Bezdziecka 27' |  |
|                         |                                                                             |        |                                        |  |

| 21 marca 2015 14.00 CET | Sokół Kolbuszowa Dolna | 0:2 | Górnik Łęczna |  |
|                         |                        |     |               |  |

### Półfinały
| 22 kwietnia 2015 15.30 CET | Górnik Łęczna · Żelazko 90' (k.) | 1:1 (k. 5:3)0:0 | TS Mitech Żywiec · Półtorak 73' |  |
|                            |                                  |                 |                                 |  |

| 6 maja 2015 17.00 CET | Medyk Konin · Gawrońska 17' (k.) | 1:0 | KKP Bydgoszcz |  |
|                       |                                  |     |               |  |

### Finał
| 11 czerwca 2015 15.00 CET | Górnik Łęczna | 0:50:4 | Medyk Konin · Pajor 16', 28', 31' · Gawrońska 37' · Woźniak 86' | Stadion Miejski, Gdynia Sędzia: Ewa Augustyn, Gdańsk |
|                           |               |        |                                                                 |                                                      |